# 콘스탄티노플 협약
콘스탄티노플 협약(Convention of Constantinople)은 이집트의 수에즈 운하의 이용에 관한 조약으로, 1888년 10월 29일 영국, 독일 제국, 오스트리아-헝가리, 스페인, 프랑스, 이탈리아, 네덜란드 왕국, 러시아 제국, 오스만 제국이 서명하였다. 운하가 위치한 이집트 케디브국은 협상에 초대받지 못했으며, 협약에도 서명하지 않았다.
콘스탄티노플 협약의 서명국은 당대의 유럽 강대국들로, 평상시와 전시를 통틀어 모든 선박이 수에즈 운하를 통과할 권리를 보장하였다. 1882년부터 1956년까지 이어진 영국의 이집트 지배 기간 동안 수에즈 운하는 실질적으로 영국의 통제 하에 놓여 있었으며, 1956년 이집트가 운하를 국유화한 후 벌어진 이집트와 이스라엘 간 전쟁 중 이스라엘은 일정 기간 운하를 이용하지 못했다.

## 역사
1875년 이집트 케디브국의 경제 위기로 인해 이스마일 파샤는 이집트가 가진 수에즈 운하 회사의 지분을 영국에 팔았다. 1879년 영국은 이스마일 파샤를 추방하고 아들인 테우피크 파샤를 케디브로 앉혔으나, 이에 대한 발발로 우라비 반란이 일어났다. 영국은 반란으로 인해 운하의 사용권이 위협받을 수 있다고 보고, 이집트에 군사적으로 개입함으로써 영국-이집트 전쟁이 발발하였다. 이로써 영국은 수에즈 운하를 포함해 이집트 전역의 지배권을 얻게 되었다. 운하의 지분을 상당수 보유하여 실질적으로 운하를 운영하던 프랑스는 커져가는 영국의 영향력을 약화시키기 위해 운하를 국제화하려고 시도하였다.
영국과 프랑스는 타협점으로써 조약을 통해 운하를 중립화하기로 합의하였다. 콘스탄티노플 협약의 제1조는 평상시와 전시를 구분하지 않고 모든 선박의 운하 통행을 보장하였는데, 이는 '이집트의 방위와 공공 질서의 유지'를 위해 이집트 정부가 조치를 취할 수 있다고 규정한 제10조와 어느 부분 충돌하는 면이 있었다. 제10조는 제2차 세계 대전에서의 추축국과, 이집트와 이스라엘 간 전쟁에서의 선박 통행을 금지하는 근거로 사용되었다.
영국은 마지못해 콘스탄티노플 협약을 받아들였지만, 중요한 유보 사항을 남겼다.

영국 대표단은, 이 조항을 수에즈 운하의 자유 이용을 보장하기 위한 결정적인 규칙으로 제시하는 동시에, 영국군의 이집트 점령 기간 동안과 같이 이집트 정부의 행동의 자유를 구속할 가능성이 있는, 이집트의 일시적이고 예외적인 상황과 합치하지 않는 한, 일반적인 유보를 발표하는 것이 의무라고 믿는다.
프랑스는 유보가 걸린 협약에 서명하긴 하였지만, 당시의 국제법에 맞추어, 유보의 내용이 '실질적으로 작동하지 않는' '학술적 선언'이라는 데 초점을 맞추었다. 협약의 유보는 약 16년 후인 1904년 영불 협상 이후 사라짐에 따라 콘스탄티노플 협약이 발효되었다. 영불 협상에서는 제8조에 규정된 '국제 감독 위원회'의 기능을 "유보 상태로 유지한다"고 규정하였으며, 향후 40년 간 영국은 대체로 협약이 유보된 채로 유지되는 것처럼 행동하였다.
1914년 8월 5일 제1차 세계 대전이 발발하자 이집트의 아바스 2세는 모든 국가에게 운하를 개방하겠다고 선포하였으나, 영국은 아바스 2세를 퇴위시키고 후세인 카멜을 중심으로 영국의 보호국인 이집트 술탄국을 선포하였으며, 이로 인해 동맹국은 전쟁 기간 동안 수에즈 운하를 이용할 수 없었다. 영국은 운하의 안전을 이유로 삼아, 자신들이 가진 특권을 유지하려고 하였다.
1967년 6월 5일 제3차 중동 전쟁 당시 이집트는 이스라엘의 운하 통행을 차단하였으며, 이스라엘은 1973년 발발한 욤키푸르 전쟁까지 수에즈 운하를 이용할 수 없었다. 이스라엘의 운하 이용은 1975년 6월 10일부터 재개되었다. 현재 수에즈 운하는 이집트가 관할하나 14개국으로 구성된 다국적군 및 참관국이 협약 준수 여부를 감시하고 있으며, 이집트는 이집트와 전쟁이 일어나지 않는 한 특정 국가의 운하 이용을 막을 수 없다.